# 을밀대
을밀대(乙密臺)는 평양시 중구역 금수산 을밀봉 밑에 있는 6세기 중엽 고구려 평양성 내성의 북쪽장대로 세워진 정자이다. '을밀대'란 이름의 유래를 보면, 먼 옛날 '을밀선녀'가 기막힌 이곳의 경치에 반해 하늘에서 내려와 놀았다는 설화와 을지문덕 장군의 아들 을밀 장군이 이곳을 지켜 싸웠다는 이야기가 전해지고 있다. 지금의 모습은 조선 숙종 40년(1714)에 축대를 보수하면서 고쳐 지은 것이다. 1931년 노동운동가 강주룡이 고공농성을 한 곳으로 유명하며, 최근 1960년에 개수한 바 있다.
구조를 보면, 높이 11m의 축대 위에 세워졌는데 정면 3칸(7.46m), 측면 2칸(5.29m)의 단층 합각지붕으로 되어 있다. 기둥은 1m 정도의 4각 돌기둥을 밑부분에 받치고 그 위에 흘림기둥 이어 세우는 식으로 하여 비바람을 피하도록 했다. '평양팔경'의 하나로서 '을밀대의 봄놀이'가 꼽힐 정도로 경치가 수려하다.

## 갤러리

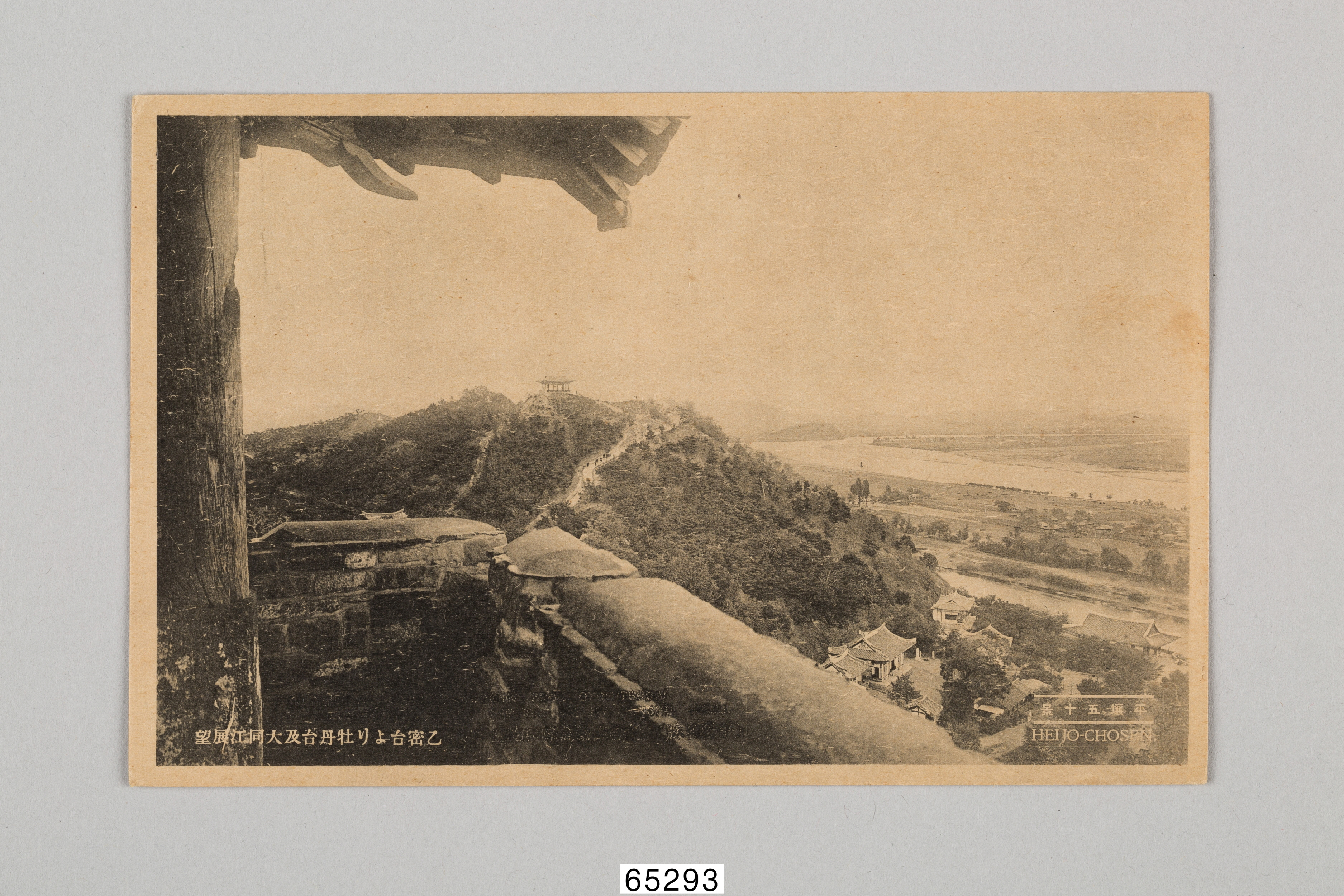
을밀대(乙密台)에서 본 모란봉 및 대동강 전경. 해방 전 사진.

## 같이 보기
- 강주룡